# Кастелина Маритима
Кастелина Маритима (итал. Castellina Marittima) је насеље у Италији у округу Пиза, региону Тоскана.
Према процени из 2011. у насељу је живело 817 становника. Насеље се налази на надморској висини од 366 м.

## Становништво
| 1936. | 1951. | 1961. | 1971. | 1981. | 1991. | 2001. | 2011. |
| ----- | ----- | ----- | ----- | ----- | ----- | ----- | ----- |
| 2.908 | 2.551 | 2.157 | 1.864 | 1.824 | 1.816 | 1.817 | 1.985 |